# In ipso
In ipso, en español "En el mismo", es la trigésimo séptima encíclica de León XIII, datada el 3 de marzo de 1891. Su publicación en el Acta Sanctae Sedis, incluye el siguiente encabezamiento que indica los destinatarios de la encíclica y su objetivo:

EPISTOLA Sanctissimi D. N. Leonis XIII ad Ordinarios Imperii austriaci; qui excitantur ad habendas quotannis quasdam inter se congressiones; ex quibus exurgit efficax sentiendi agendique concordia; eisdemque congressui innuit quae essent praecipue agenda.
CARTA de Su Santidad. León XIII a los Ordinarios del Imperio Austríaco, a quienes se anima a celebrar cada año ciertas reuniones entre sí, de las que surgirá una eficaz armonía de sentimiento y acción; y el mismo congreso indicará lo que debía hacerse principalmente.

## Contexto histórico
El imperio austriaco, como continuador del Sacro Imperio Romano Germánico, fue establecido en 1806 por Francisco I, con los territorios en los que ejercía su soberanía. En 1867, se formalizó un compromiso entre la corona y los nacionalistas húngaros; nace así el conocido como imperio austrohúngaro, con dos entidades:Transleitania incluía los territorios de la antigua corona de Hungría; Cisleitania, el resto de los territorios austriacos. Se constituye como una monarquía dual, pues el emperador era también rey de Hungría. Cada una de estas dos entidades tenían un gobierno y parlamento propio, aunque los ministerios de Finanzas, Asuntos Exteriores y Defensa eran comunes a las dos entidades.
Aunque formalmente el imperio austriaco había sido sustituido por el imperio austro-húngaro, no era extraño, como sucede en esta encíclica, que se utilizase el término imperio austriaco para referirse a los territorios que componían la Cisleitania; que incluían Bohemia, Galitzia, Baja Austria, Moravia, Estiria, Tirol, Alta Austria Silesia austríaca, Bucovina, Dalmacia, Carniola, Carintia y Salzburgo. A los arzobispos y obispos de las diócesis de estos territorios, es por tanto, a los que se dirige la encíclica.

## Contenido de la encíclica
El texto de la encíclica comienza con un mirada general a la Iglesia universal

In ipso supremi Pontificatus, quo providens Deus Nos auxit, exordio, universitatem catholici orbis contuentes,
Desde el mismo momento en que la Providencia de Dios nos elevó al Supremo Pontificado, al contemplar el mundo católico en toda su extensión

con esa solemne introducción se refiere a los motivos de alegría, ante la abundancia de frutos que proporciona la labor de los obispos, sacerdotes y todos los fieles; pero al mismo tiempo, la amargura que produce ver la conspiración que traman los enemigos de la Iglesia.
Señala que, aunque esos ataques a la Iglesia varían según las circunstancias de cada país, tienen un objetivo común que es arrancar la religión de las familias, las escuelas y las leyes; despojar a la Iglesia de sus bienes, y difundir el error en la sociedad. El papa recuerda como a través de sus encíclicas ha advertido de estos peligros, haciendo notar además los beneficios que proporciona al estado el sentido religioso del pueblo. El papa explica que para esa defemsa de la Iglesia se ha dirigido a los obispos, y añade que

A Dios debemos infinitas gracias, ya que Nuestro llamamiento fue respondido por el admirable e inmediato consentimiento de todos los Obispos; en efecto, tanto su ingenio como su corazón, su capacidad de exhortar y de actuar, están dirigidos a proteger la verdad de la fe católica, a llamar a la sociedad humana a las virtudes en conformidad con la fe, a librarla de los males extremos, para conducirlo a la verdadera prosperidad.

El papa manifiesta su alegría y felicitación los obispos austriacos por la carta colectiva que han dirigido a sus fieles; y les anima a continuar en esa línea de acción; para ello les exhorta a que convoquen anualmente unas reuniones que fortalecerán la armonía y la unidad en el empeño por arrancar las semillas de error que aparezcan, y difundir la verdad. Explica que se trata de una experiencia que ya se está desarrollando con buenos resultados en otros países. A continuación el papa expone los frutos que pueden proporcionar estas reuniones:
- Supondrán un estímulo para que los laicos entiendan el interés de celebrar reuniones nacionales, provinciales o locales, en las que podrán concretar cómo hacer frente a los enemigos de la fe.
- Reforzarán la unidad de los católicos con la jerarquía, y con el Romano Pontífice, con el deseo de que no este sujeto a ningún poder humano.[f]
- Permitirán que los obispos conozcan los problemas que para la iglesia de presentan en las demás diócesis, pudiendo así preverlas en la suya; haciendo públicas cuando sea oportuno cartas colectivas.
- En esas reuniones es posible y útil elaborar los objetivos básicos para la formación y la educación religiosa de los fieles; pero la formación y la educación del clero también pueden basarse en una norma común, métodos fijos y materiales didácticos. En todas estas consideraciones, no debe descuidarse el trabajo de relaciones públicas, los escritores y editores católicos deben publicar escritos efectivos que apoyen tanto a la religión como al estado y pudiendo así avanzar en la lucha contra el "mal".

Concluyendo la encíclica el papa hace notar a los obispos que, en esas reuniones, deben también considerar los problemas que se presentan para los trabajadores, una cuestión a la que ya prestaba atención la carta colectiva de los obispos a la que el papa se había referido al comienzo de la encíclica. Se trata, en definitiva, de la cuestión social, y en este sentido escribe: 

Si los Obispos, en la medida de sus posibilidades, dedican sus meditaciones y su compromiso a esta cuestión, si hacen que los preceptos evangélicos de justicia y caridad sean operativos en toda clase de ciudadanos, descendiendo hasta lo más profundo de las almas, si por cualquier medio, con autoridad y con acción, llegasen a mejorar la humilde condición de los trabajadores, ellos habrán merecido el bien de la Iglesia y del  Esado.